# Златобокий фиговый попугайчик
Златобо́кий фи́говый попуга́йчик (лат. Cyclopsitta diophthalma) — вид птиц из семейства Psittaculidae.

## Внешний вид
Самый мелкий австралийский попугай; длина тела 13—14 см Окраска очень яркая, в основном зелёная. Самец и самка, а также подвиды различаются деталями окраски головы. Клюв и лапы серые.

## Распространение
Обитают на восточном побережье Австралии и в Новой Гвинее.

## Образ жизни
Населяют дождевые, муссонные и галерейные леса, а также лесные саванны. Питаются плодами (особенно фигами), цветами, ягодами и семенами.

## Размножение
Выдалбливают полости в древесных термитниках или трухлявой древесине. Затем обычно несколько пар занимают одну из них. Самка откладывает 2 яйца и насиживает их около 3 недель.

## Классификация
Вид включает в себя 7 подвидов:
- Cyclopsitta diophthalma diophthalma
- Cyclopsitta diophthalma aruensis
- Cyclopsitta diophthalma virago
- Cyclopsitta diophthalma inseparabilis
- Cyclopsitta diophthalma marshalli
- Cyclopsitta diophthalma macleayana
- Cyclopsitta diophthalma coxeni